# 김재철 (기업인)
김재철(金在哲, 1935년 4월 7일 ~ )은 전라남도 강진군 군동면 금강리 내동마을 출신이며, 부산수산대학교 출신의 동원그룹 창업주다. 본관은 구 안동 김씨이다.

## 학력
- 1954.02 강진농업고등학교 졸업
- 1954.03 ~ 1958 부산수산대학교 어로학 학사
- 1969 고려대학교 경영대학원 수료
- 1977 ~ 1978 서울대학교 경영대학 수료
- 1980 ~ 1981 미국 하버드대학교 경영대학원 최고경영자과정수료
- ~ 1987 부산수산대학교 수산학 명예박사
- ~ 2001 고려대학교 경영학 명예박사
- ~ 2001 한국외국어대학교 경영학 명예박사
- ~ 2008 조선대학교 문학 명예박사

## 경력
- 1964.12 동화선단장
- 1966 고려원양어업 수산부장
- 1968.03 고려원양어업 이사
- 1969.04 동원산업 대표이사 사장
- 1979.04 동원육영재단 이사장
- 1982.02 ~ 1986.06 한국원양어업협회 부회장
- 1983.03 해양소년단 부총재
- 1984.03 한국수산진흥회 회장
- 1989 한국수산회 회장
- 1989 동원산업 회장
- 1990.02 ~ 1992 한국원양어업협회 회장
- 1991.02 한국무역협회 비상근부회장
- 1993.04 ~ 1997.12 행정쇄신위원회 위원
- 1993 한일경제협회 부회장
- 1993 ~ 2019 동원그룹 회장
- 1997.12 ~ 2000.03 해양문화재단 초대 이사장
- 1998 ~ 2000 규제개혁위원회 위원
- 1998.11 하나은행 비상임이사
- 1999.02 ~ 2006.02 제23·24·25대 한국무역협회 회장
- 1999.02 ~ 2006.02 제22·23대 대한상사중재원 이사장
- 1999 ~ 2006 한국종합전시장 회장
- 1999 ~ 2011 해상왕장보고기념사업회 이사장
- 1999 ~ 2000 기업지배구조개선위원회 위원장
- 1999 ~ 2005 국민경제자문회의 자문위원
- 1999.03 기업지배구조개선위원회 위원장
- 1999.04 대통령자문 새천년준비위원회 위원
- 1999.07 한국중견기업연합회 고문 박정희대통령 기념사업회 이사
- 1999.11 국민경제자문회의 민간위원
- 1999.12 제2차 해상왕 장보고 재조명 및 재평가사업 추진위원회 추진위원장
- 2000.04 한미경제협의회 회장
- 2000.10 세계무역센터협회(WTCA)이사
- 2001.03 ~ 2003.06 국민경제자문회의 부의장
- 2001.05 사이언스 북 스타트운동 공동대표
- 2002.11 하나은행 사외이사
- 2003 ~ 2004 동원금융지주 회장
- 2003 광주과학기술원 이사장
- 2005 ~ 부경대학교 명예총장
- 2005 ~ 한국선진화포럼 이사
- 2006 ~ 2007 2012여수세계박람회 유치위원회 위원장
- 2007 ~ 2015 지식재산포럼 회장
- 2019 ~ 동원그룹 명예회장

## 수상
- 1982.08.19 동탑산업훈장
- 1986.11.28 은탑산업훈장
- 1987.05 87년도 한국의 경영자상, 능률협회
- 1988 제18회 경영상, 고려대
- 1991 금탑산업훈장
- 1993.07 월간'현대경영'선정 한국우수경영자
- 1995.10.11 제9회 인촌상(산업기술부문)
- 1995.10 수산발전기여공로 기념패, 수사단체, 고려경영포럼 제3회 경영대상, 고려대 경영대, 경영대학원, 경영대
- 1996.05.22 언론인회 공동주최
- 1996.05.22 고려경영포럼 이달의 교우상, 고려대 경영대
- 1998.02 국민훈장 모란장
- 2000.12.08 제4회 고려대 정경대학의 밤 자랑스런 고대 정경인상
- 2001.02.16 한국전문경영인학회 제1회 CEO 대상(대기업부문)
- 2001.05.09 제1회 자랑스러운 부경인상(경제경영부문)
- 2001.10.31 벨기에국왕 훈장(한.벨기에간 경제협력 공로)
- 2002.08.22 한국경영학회 경영자대상